# Danijel Bešič Loredan
Danijel Bešič Loredan, slovenski ortopedski kirurg in politik, * 18. maj 1973, Koper.
Bešič Loredan je ortopedski kirurg, širši javnosti je postal znan po sporu z vodstvom novogoriške bolnišnice zaradi domnevnih delovnih nepravilnosti. 1. junija 2022 je prevzel funkcijo ministra za zdravje Republike Slovenije in ob enem postal podpredsednik vlade Roberta Goloba. S položaja ministra je odstopil 7. julija 2023 in se nato umaknil iz politike.

## Mladost
Rodil se je 18. maja 1973 v Kopru. Osnovno šolo je obiskoval v Izoli, gimnazijo pa v Kopru. Kasneje se je vpisal na študij na Medicinski fakulteti Univerze v Ljubljani, kjer je diplomiral leta 1999.

## Kirurška kariera
Poklicno pot je začel kot sekundarij v Univerzitetnem kliničnem centru Ljubljana, nadaljeval pa kot specializant in pozneje kot specialist v Ortopedski bolnišnici Valdoltra.
Dve leti je delal v Švici, od leta 2016 pa je bil zaposlen v Splošni bolnišnici Dr. Franca Derganca Nova Gorica v Šempetru pri Novi Gorici, kjer je bil tudi predstojnik oddelka ortopedije, delno je deloval tudi v Medicinskem centru Šalara v Kopru.
V marcu 2018 je kot stranko ustanovil Gibanje skupaj naprej, ki ga je tudi vodil. Že pred tem februarja istega leta je gibanje začelo zbirati podpise pod spletno peticijo za odstop ministrice za zdravje Milojke Kolar Celarc. Gibanje je tudi nastopilo na predčasnih volitvah v Državni zbor 2018 in doseglo 0,49 odstotka glasov. Večkrat je poudaril, da »sta nesposobnost in korupcija v našem zdravstvenem sistemu neločljivo povezani«.
Za leto 2021 je prejel priznanje »moj ortoped« bralk in bralcev revije Viva. 
Novembra 2021 mu je v. d. direktorja Splošne bolnišnice Nova Gorica Ernest Gortan izrekel prepoved dela v bolnišnici pred izredno odpovedjo delovnega razmerja z očitki, da ni kot predstojnik uredil premestitve pacientov v druge bolnišnice in naj bi neutemeljeno zadrževal paciente, ki so bili sposobni za premestitev, prav tako ni prenehal z operacijami in je nasprotoval premeščanju covidnih pacientov v prostore ortopedije. Po pritožbi mu je bil izrečen le opomin, Bešič Loredan se je sredi decembra tako vrnil v bolnišnico. V januarju 2022 je na svojo željo prekinil delovno razmerje v bolnišnici.

## Politika
V času 11. vlade Republike Slovenije je predsednica vlade Alenka Bratušek Bešič Loredana povabila, da prevzame funkcijo ministra za zdravje, predvsem zaradi njegovih aktivnosti na področju boja proti korupciji v zdravstvu. Funkcije takrat ni želel sprejeti. Čez nekaj let je v televizijskem intervjuju dejal, da je Bratuškova želela njega in Erika Breclja utišati, kar je sama zanikala.
V marcu 2018 je kot stranko ustanovil Gibanje skupaj naprej, ki ga je tudi vodil. Gibanje je nastopilo tudi na predčasnih volitvah v Državni zbor 2018 in doseglo 0,49 odstotka glasov.
V marcu 2022 se je na predvolilnem kongresu Gibanja Svoboda predstavil kot kandidat za položaj ministra za zdravstvo. Na zaslišanje v državnem zboru je prišel s svojo novo ožjo ekipo, v kateri sta bila tudi nekdanja zdravstvena ministra Dorjan Marušič in Aleš Šabeder. Funkcijo ministra je uradno prevzel ob imenovanju vlade 1. junija 2022, postal je tudi eden od treh podpredsednikov vlade.
15. septembra 2022 je Splošna bolnišnica Celje sporočila, da je v njihovi ustanovi prišlo do zamenjave dveh bolnikov, pri čemer so napačno osebo razglasili za mrtvo, svojci pa so domnevno mrtvega tudi pokopali. Bešič Loredan je ob tem ponudil svoj odstop, ki pa ga premier Robert Golob ni sprejel. Odstop sta ponudila tudi strokovni in poslovni direktor celjske bolnišnice Franc Vindišar in Aleksander Svetelšek, a ga svet zavoda ni sprejel. Za razrešitev je namreč umanjkal en glas; za razrešitev ni glasoval tudi eden od svetnikov, imenovanih s strani vlade, Mitja Pirman. Minister Bešič Loredan je naslednji dan na vladi zahteval Pirmanovo zamenjavo, nasledil ga je Tomaž Subotič. Po neuspešni razrešitvi vodstva je Bešič Loredan odpovedal sodelovanje v oddaji Tarča na temo zamenjave pacientov, v kateri je Vindišar dejal, da naj bi se mu Bešič Loredan želel maščevati zaradi njegovega posredovanja pri Loredanovem sporu v novogoriški bolnišnici.

### Odstop
Po tem, ko je ministra Loredana k odstopu pozval vodja strateškega sveta za zdravstvo Erik Brecelj in kmalu za tem SDS zoper ministra vložila interpelacijo, je na Brdu pri Kranju v začetku julija potekalo srečanje poslancev in ministrov Gibanja Svoboda. Čeprav naj bi takrat v stranki ministru izrekli podporo, je 2 dni kasneje odstopno izjavo spisal premier Golob. V izjavi je slednji pojasnil, da imata z Loredanom različne poglede na to, na kakšen način krepiti javno zdravstvo. Mandat mu je uradno prenehal 13. julija, ko se je z njegovim odstopom seznanil državni zbor. Bešič Loredan bi se sicer lahko vrnil v poslanske klopi, saj mu pripada mesto nadomestnega poslanca ministra Mateja Arčona. Bešič Loredan Državni volilni komisiji na več pozivov ni sporočil, ali bo prevzel poslanski sedež. 8. avgusta je sporočil, da se umika iz politike.